# Cyathopharynx furcifer
Cyathopharynx furcifer är en fiskart som först beskrevs av Boulenger, 1898.  Cyathopharynx furcifer ingår i släktet Cyathopharynx och familjen Cichlidae. IUCN kategoriserar arten globalt som livskraftig. Inga underarter finns listade i Catalogue of Life.